# قوة دانستر
قوة دانستر (بالإنجليزية: Dunsterforce)‏ هي قوة عسكرية لقوات الحلفاء برئاسة الجنرال دانستر، تشكلت في 1917 خلال الحرب العالمية الأولى تألفت القوة من 1,000 فرد من عناصر النخبة البريطانية والكندية والأسترالية والنيوزلندية، أرسلت القوة من أجل حماية حقول النفط في باكو ومساعدة وتدريب القوات المحلية، تألفت القوة من لواء مكون من 4 كتائب وسرية رشاشات وسرية هاون ووحدات التموين والنقل، اشتركت القوة في معركة باكو.